# 金井大旺
金井 大旺（かない たいおう、1995年9月28日 - ）は、北海道函館市出身の元陸上競技選手。専門は110mハードル。自己ベストは13秒16。

## 来歴
北海道函館市出身。函館市立本通中学校、函館ラ・サール高等学校、法政大学スポーツ健康科学部卒業、福井県スポーツ協会を経て、引退前の最終所属はミズノトラッククラブ
函館ラ・サール高校時代は実家の歯科医院を継ぐことを考えていたが、最後の高校総体が不本意な結果に終わったため、陸上を突き詰めようと法政大学スポーツ健康科学部に進学。大学卒業後は福井県スポーツ協会に所属。2019年2月1日より、ミズノトラッククラブに所属。
2018年6月24日、日本陸上競技選手権大会で110mハードル優勝、13秒36の日本新記録を樹立。高山峻野に2回更新されたが、2021年4月29日織田幹雄記念国際陸上競技大会で再び金井が13秒16で日本記録を更新。この記録は、アジア歴代2位でオリンピック代表の標準記録13秒32を上回った。しかし、2か月後の6月27日に泉谷駿介が0.1秒更新した。8月3日、2020年東京オリンピック110mハードル予選第5組に出走、13秒41、3位で準決勝に進出。泉谷駿介とともに準決勝進出は1964年東京オリンピックの安田寛一以来57年ぶりとなったが、準決勝ではレース中盤、右レーン・ジャマイカの選手が横に開いた左腕が接触して転倒してしまい、26秒11で準決勝2組8着となり決勝進出はならなかった。
2021年9月26日、自身最後の全国大会となる全日本実業団対抗陸上競技選手権大会では大会新記録の13秒48で優勝。10月2日には最後の公式戦として地元の道南秋季陸上競技大会に出場し、13秒55で優勝。10月9日には母校の法政大学・多摩キャンパスで行われた競技会に参加。トップの13秒55でゴールし、競技人生を終えた。その後、実家の歯科医院を継ぐため、歯学部合格を目指す。
2021年11月、日本歯科大学生命歯学部(本校)の学士入学に合格。2022年4月より同大学に2年次編入した。

## 主な戦績
主な戦績は以下の通り。
2012年
- 第65回全国高等学校総合体育大会陸上競技大会新潟大会 - 110mH 14秒75、7位
- 第6回日本ユース選手権大会 - 110mJH 14秒03、2位。

2013年
- 第66回全国高等学校総合体育大会陸上競技大会大分大会 - 110mH 14秒37、5位

2014年
- アジアジュニア選手権 - 110mJH 13秒33、優勝

2017年
- 関東インカレ - 110mH 13秒63、優勝
- 全日本インカレ - 110mH 13秒46、優勝

2018年
- 日本陸上競技選手権大会 - 110mH 13秒36、優勝、日本新記録
- アジア大会 - 110mH 13秒74、7位
- IAAFコンチネンタルカップ - 110mH 13秒72、6位
- 国体 - 110mH 13秒46、優勝、大会記録

2019年
- 2019年IAAF世界リレー横浜大会 - （男女混合シャトルハードルリレー） 2位（55秒59） （木村文子ー高山峻野ー青木益未ー金井大旺）
- アジア陸上競技選手権大会 - 110mH 13秒64、5位
- 世界陸上競技選手権大会 - 110mH 13秒74、予選

2020年
- 法政大学記録会 - 110mH 13"34（+0.3）

100m 10秒41（-0.6）
- ゴールデングランプリ - 110mH 13秒45、優勝
- 第2回Athlete Night Games in FUKUI - 110mH 13秒27、優勝（日本歴代2位）
- 日本陸上競技選手権大会 - 110mH 13秒36、優勝

2021年
- 織田幹雄記念国際陸上競技大会 - 110mH 13秒16、優勝、日本新記録、東京オリンピック参加標準記録突破